# NGC 5772
NGC 5772 (również PGC 53067 lub UGC 9566) – galaktyka spiralna (Sb), znajdująca się w gwiazdozbiorze Wolarza. Odkrył ją John Herschel 12 maja 1828 roku. Jest to galaktyka aktywna.
W galaktyce tej zaobserwowano supernowe SN 2002ee i SN 2015bb.